# Fuente-Tójar (kommunhuvudort)
Fuente-Tójar är en kommunhuvudort i Spanien.   Den ligger i provinsen Province of Córdoba och regionen Andalusien, i den södra delen av landet, 300 km söder om huvudstaden Madrid. Fuente-Tójar ligger 587 meter över havet och antalet invånare är 807.
Terrängen runt Fuente-Tójar är lite kuperad, och sluttar norrut. Runt Fuente-Tójar är det ganska glesbefolkat, med 43 invånare per kvadratkilometer. Närmaste större samhälle är Priego de Córdoba, 9,2 km sydväst om Fuente-Tójar. Trakten runt Fuente-Tójar består till största delen av jordbruksmark.